# Campionati europei di bob 2019
I Campionati europei di bob 2019 sono stati la cinquantatreesima edizione della manifestazione continentale organizzata dalla Federazione Internazionale di Bob e Skeleton; si sono tenuti il 12 e il 13 gennaio 2019 a Schönau am Königssee, in Germania, sulla Deutsche Post Eisarena Königssee, il tracciato sul quale si svolsero le  rassegne continentali del 1971 (unicamente nel bob a due), del 1992, del 1997, del 2001 (in entrambe le specialità maschili) e del 2014 (anche nel bob a due donne). La località dell'Alta Baviera sita al confine con l'Austria ha quindi ospitato le competizioni europee per la sesta volta nel bob a due uomini, per la quinta nel bob a quattro e per la seconda nel bob a due donne.
Anche questa edizione si è svolta con la modalità della "gara nella gara", contestualmente alla quarta tappa della Coppa del Mondo 2018/2019.

## Risultati

### Bob a due donne
La gara si è disputata il 12 gennaio 2019 nell'arco di due manches e hanno preso parte alla competizione 10 compagini in rappresentanza di 7 differenti nazioni.
| Pos. | Atlete                                  | Nazione     | Tempo   | Distacco |
| ---- | --------------------------------------- | ----------- | ------- | -------- |
|      | Mariama Jamanka Annika Drazek           | Germania    | 1'41"70 |          |
|      | Stephanie Schneider Ann-Christin Strack | Germania    | 1'42"19 | +0"49    |
|      | Katrin Beierl Jennifer Onasanya         | Austria     | 1'42"69 | +0"99    |
| 4    | Andreea Grecu Theodora Andreea Vlad     | Romania     | 1'42"71 | +1"01    |
| 5    | Mica McNeill Montell Douglas            | Regno Unito | 1'42"77 | +1"07    |
| 6    | Anna Köhler Lisa Sophie Gericke         | Germania    | 1'42"87 | +1"17    |
| 7    | An Vannieuwenhuyse Sara Aerts           | Belgio      | 1'42"96 | +1"26    |
| 8    | Martina Fontanive Irina Strebel         | Svizzera    | 1'43"18 | +1"48    |
| 9    | Nadežda Sergeeva Julija Belomestnych    | Russia      | 1'43"29 | +1"59    |
| 10   | Ljubov' Černych Julija Šokšueva         | Russia      | 1'43"66 | +1"96    |

### Bob a due uomini
La gara si è disputata il 12 gennaio 2019 nell'arco di due manches e hanno preso parte alla competizione 18 compagini in rappresentanza di 12 differenti nazioni.
| Pos. | Atleti                               | Nazione     | Tempo   | Distacco |
| ---- | ------------------------------------ | ----------- | ------- | -------- |
|      | Francesco Friedrich Martin Grothkopp | Germania    | 1'39"01 |          |
|      | Johannes Lochner Christian Rasp      | Germania    | 1'39"44 | +0"43    |
|      | Romain Heinrich Dorian Hauterville   | Francia     | 1'39"53 | +0"52    |
| 4    | Nico Walther Paul Krenz              | Germania    | 1'39"65 | +0"64    |
| 4    | Oskars Ķibermanis Matīss Miknis      | Lettonia    | 1'39"65 | +0"64    |
| 6    | Mateusz Luty Krzysztof Tylkowski     | Polonia     | 1'39"74 | +0"73    |
| 7    | Maksim Andrianov Il'ja Malych        | Russia      | 1'39"83 | +0"82    |
| 8    | Brad Hall Nick Gleeson               | Regno Unito | 1'40"03 | +1"02    |
| 9    | Markus Treichl Markus Glück          | Austria     | 1'40"07 | +1"06    |
| 10   | Ivo de Bruin Dennis Veenker          | Paesi Bassi | 1'40"16 | +1"15    |

### Bob a quattro uomini
La gara si è disputata il 13 gennaio 2019 nell'arco di due manches e hanno preso parte alla competizione 18 compagini in rappresentanza di 12 differenti nazioni.
| Pos. | Atleti                                                              | Nazione     | Tempo   | Distacco |
| ---- | ------------------------------------------------------------------- | ----------- | ------- | -------- |
|      | Johannes Lochner Florian Bauer Marc Rademacher Christian Rasp       | Germania    | 1'37"74 |          |
|      | Oskars Ķibermanis Matīss Miknis Arvis Vilkaste Jānis Strenga        | Lettonia    | 1'37"92 | +0"19    |
|      | Francesco Friedrich Candy Bauer Martin Grothkopp Alexander Schüller | Germania    | 1'37"96 | +0"22    |
| 4    | Maksim Andrianov Aleksej Zajcev Vasilij Kondratenko Ruslan Samitov  | Russia      | 1'38"23 | +0"49    |
| 5    | Nico Walther Marko Hübenbecker Alexander Rödiger Eric Franke        | Germania    | 1'38"64 | +0"90    |
| 6    | Ivo de Bruin Joost Dumas Dennis Veenker Janko Franjic               | Paesi Bassi | 1'38"76 | +1"02    |
| 7    | Rudy Rinaldi Boris Vain Thibault Demarton Steven Borges Mendonaca   | Monaco      | 1'38"78 | +1"04    |
| 8    | Markus Treichl Markus Glück Sebastian Mitterer Kristian Huber       | Austria     | 1'38"79 | +1"05    |
| 9    | Aleksandr Bredichin Andrej Lylov Il'ja Malych Roman Košelev         | Russia      | 1'38"88 | +0"14    |
| 10   | Dominik Dvořák Dominik Suchý Jan Šindelář Jakub Nosek               | Rep. Ceca   | 1'39"03 | +1"29    |

## Medagliere
| Pos.   | Nazione  | Oro | Argento | Bronzo | Totale |
| ------ | -------- | --- | ------- | ------ | ------ |
| 1      | Germania | 3   | 2       | 1      | 6      |
| 2      | Lettonia | 0   | 1       | 0      | 1      |
| 3      | Austria  | 0   | 0       | 1      | 1      |
| 3      | Francia  | 0   | 0       | 1      | 1      |
| Totale | Totale   | 3   | 3       | 3      | 9      |